# Изюмовское сельское поселение
Изюмовское се́льское поселе́ние — муниципальное образование в Шербакульском районе Омской области Российской Федерации.
Административный центр — село Изюмовка.

## История
Статус и границы сельского поселения установлены Законом Омской области от 30 июля 2004 года № 548-ОЗ «О границах и статусе муниципальных образований Омской области».

## Население
| 2010  | 2011  | 2012  | 2013  | 2014  | 2015  | 2016  |
| ----- | ----- | ----- | ----- | ----- | ----- | ----- |
| 1829  | ↘1824 | ↗1845 | ↗1846 | ↘1814 | ↗1821 | ↘1789 |
| 2017  | 2018  | 2019  | 2020  | 2021  | 2023  |       |
| ↘1772 | ↘1745 | ↗1750 | ↘1711 | ↘1595 | ↘1567 |       |

Гендерный состав
По данным Всероссийской переписи населения 2010 года в гендерной структуре населения из 1829 человек мужчин — 898, женщин — 931	(49,1 и 50,9 % соответственно).

## Состав сельского поселения
| № | Населённый пункт | Тип населённого пункта       | Население |
| - | ---------------- | ---------------------------- | --------- |
| 1 | Артакшил         | аул                          | 372       |
| 2 | Вишневка         | деревня                      | 76        |
| 3 | Изюмовка         | село, административный центр | 877       |
| 4 | Койчубай         | аул                          | 199       |
| 5 | Северное         | деревня                      | 305       |